# Copa Bicentenario 2020
La Copa Bicentenario 2020 iba a ser la segunda edición de la nueva versión del torneo de copa nacional de fútbol de Perú. En ese país se conoce como "copas nacionales" a los torneos donde se integran las diferentes categorías en el sistema de ligas del Perú.  La Copa Bicentenario es organizada por la Federación Peruana de Fútbol, a través de la Comisión Organizadora de Competiciones. En la edición 2020 iba a contar con la participación de los equipos de fútbol profesional del Perú, que para esta temporada serían 30: 20 de la Liga 1 y 10 de la Liga 2.
El torneo iba a empezar el 19 de junio e iba a terminar el 15 de noviembre de 2020. Atlético Grau de Piura era el campeón defensor, luego de ganar la edición 2019.
El torneo iba otorgar un cupo a la Copa Sudamericana 2021 y a la Supercopa Peruana 2021.
El torneo se canceló debido a la pandemia de COVID-19.

## Participantes
Los equipos que estaban clasificados para jugar la Copa Bicentenario 2020 eran los siguientes:
| Liga 1 | Liga 1 |
| --- | --- |
| - Academia Cantolao (1) - Alianza Lima (2) - Alianza Universidad (3) - Atlético Grau (4) - Ayacucho FC (5) - Carlos A. Mannucci (6) - Carlos Stein (7) - Cienciano (8) - Cusco FC (9) - Deportivo Binacional (10) | - Deportivo Llacuabamba (11) - Deportivo Municipal (12) - FBC Melgar (13) - Sport Boys (14) - Sport Huancayo (15) - Sporting Cristal (16) - Universidad César Vallejo (17) - Universidad San Martín (18) - Universitario de Deportes (19) - UTC de Cajamarca (20) |

| Liga 2                                                                                          | Liga 2 |
| ----------------------------------------------------------------------------------------------- | --- |
| - Unión Comercio (21) - Pirata FC (22) - Alianza Atlético (23) - Juan Aurich (24) - Santos (25) | - Deportivo Coopsol (26) - Comerciantes Unidos (27) - Unión Huaral (28) - Cultural Santa Rosa (29) - Sport Chavelines (30) |

## Equipos por región
| Equipos por región | Equipos por región | Equipos por región |
| Región             | N.º                | Equipos |
| ------------------ | ------------------ | --- |
| Lima               | 7                  | Alianza Lima, Deportivo Municipal, Sporting Cristal, Universidad de San Martín, Deportivo Coopsol, Unión Huaral y Universitario de Deportes |
| La Libertad        | 4                  | Carlos A. Mannucci, Deportivo Llacuabamba, Universidad César Vallejo y Sport Chavelines Juniors                                             |
| Lambayeque         | 3                  | Carlos Stein, Pirata FC y Juan Aurich |
| Callao             | 2                  | Academia Cantolao y Sport Boys |
| Cusco              | 2                  | Cienciano y Cusco FC |
| Cajamarca          | 2                  | UTC de Cajamarca y Comerciantes Unidos |
| Piura              | 2                  | Atlético Grau y Alianza Atlético |
| Arequipa           | 1                  | FBC Melgar |
| Ayacucho           | 1                  | Ayacucho FC |
| Huánuco            | 1                  | Alianza Universidad |
| Junín              | 1                  | Sport Huancayo |
| Puno               | 1                  | Deportivo Binacional |
| Apurímac           | 1                  | Cultural Santa Rosa |
| San Martín         | 1                  | Unión Comercio |
| Ica                | 1                  | Santos |